# Летний театр
Ле́тний теа́тр — архитектурное сооружение, обычно часть паркового ансамбля, а также культурное учреждение, предназначенное для проведения театральных и музыкальных представлений в летний сезон. Разновидностью летнего театра является певческое поле. 
известные летние театры
- Летний театр парка им. М. В. Фрунзе в Сочи
- Летний театр в Перловке (Мытищи)
- Летний театр Купеческого собрания в Киеве
- Летний театр в парке Шато-де-Флёр в Киеве